# Monumento megalítico do Lousal
O Monumento Megalítico do Lousal, ou Lousal 1, é um conjunto de tolos, ou monumentos de falsa cúpula, localizados num raio de 3 km da aldeia mineira do Lousal, na atual freguesia de Azinheira dos Barros e São Mamede do Sádão, município de Grândola, no Distrito de Setúbal.
Testemunha 5000 anos da história da mineração em Portugal, juntamente com o Castelo Velho do Louzal. Cada conjunto funerário é constituído funerários que integram uma área de mineração. Cada dólmen provém duma área territorial diferente.
Desde 1990, o Monumento Megalítico do Lousal está classificado como Imóvel de Interesse Público (IIP).